# Jeanne Renaud
Pour les articles homonymes, voir Renaud (homonymie).
Jeanne Renaud est une danseuse, chorégraphe, professeure et directrice artistique québécoise née le 27 août 1928 à Montréal et morte le 15 septembre 2022 à Outremont. Elle est considérée comme l’une des grandes fondatrices de la danse contemporaine au Québec.
Elle est associée au mouvement des automatistes.
Elle est d’ailleurs la fondatrice de l’école de danse moderne de Montréal avec Françoise Riopelle en 1962.
Elle a aussi intégré le groupe de la Place Royale en 1966, duquel elle était directrice artistique.
Elle a fait des rencontres stimulantes lors de sa carrière avec les artistes québécois les plus marquants de cette époque : Jean Paul Riopelle, Pierre Mercure, Jean-Paul Mousseau, Fernand Leduc, Serge Garant, Gilles Tremblay et Mariette Rousseau-Vermette.

## Biographie
Jeanne Renaud est la cadette d’une fratrie de trois filles. Ses sœurs sont la peintre Louise Renaud et la poétesse Thérèse Renaud. Elle était aussi la sœur de feu Louis Renaud, photographe morte dans un accident d'avion. L’art était très important dans leur famille. Jeanne s’y prête déjà en pratiquant certaines activités telles que le piano, la danse moderne et le ballet. Elle étudie la musique à l'École de musique Vincent-d'Indy. Elle apprend plus tard la danse moderne avec Gérald Crevier et le ballet avec Elizabeth Leese. Mais elle étudie aussi la danse à New York en 1946 auprès de Hanya Holm et Mary Anthony afin de parfaire son niveau.
Elle donne son premier récital à Montréal en 1948 avec Françoise Sullivan. Elle enseigne ensuite la danse à Paris de 1949 à 1954. Fréquentant déjà auparavant les automatistes au Québec, Jeanne décide de rejoindre certains d’entre eux ayant immigré à Paris en 1952. La même année avec ces derniers, elle présente un spectacle à l’American Club, collaborant avec le peintre Jean Paul Riopelle, qui se charge du décor et les compositeurs Pierre Mercure et Gabriel Charpentier à la musique. Renaud s’associe à nouveau avec la chorégraphe Françoise Riopelle, femme du peintre Jean-Paul Riopelle, de 1959 à 1965 à l’école de danse moderne de Montréal ou elle est danseuse, chorégraphe et professeure. Juste après cela, elle décide de continuer sa carrière de manière indépendante et présente son spectacle Expression 65. Ce dernier remporte un grand succès, ce qui donne l’occasion à Renaud de fonder en 1966 le Groupe de la place royale avec Peter Bonheim. Elle est chorégraphe, danseuse et directrice artistique du groupe jusqu’en 1972. De 1972 à 1975, elle fonde et dirige avec Ed Kostiner la Galerie III, consacrée à l’art contemporain. À partir de 1975, elle occupe plusieurs postes au Conseil des arts du Canada (1975-1979) puis au ministère des Affaires culturelles en tant que directrice du service de la danse et attachée à la direction générale des conservatoires d’art dramatique du Québec de 1979 à 1985. De 1985 à 1987, elle est codirectrice artistique des Grands Ballets Canadiens aux côtés de Linda Stearns. Elle sera ensuite professeure de danse à l'Université du Québec à Montréal de 1987 à 1989, avant de prendre sa retraite.
Elle meurt le 15 septembre 2022 à l'âge de 94 ans d'un cancer à Outremont.

## Distinctions
- 1989 : prix Denise-Pelletier
- 1995 : prix du gouverneur général pour les arts de la scène
- 1998 : membre de l'Ordre du Canada
- 2018 : Compagne de l'Ordre des arts et des lettres du Québec